# Sonnet—To Science
Sonnet—To Science (dt.: Sonett — An die Wissenschaft) ist ein Sonett des amerikanischen Schriftstellers Edgar Allan Poe. Es wurde von diesem 1829 in seiner Gedichtsammlung Al Aaraaf, Tamerlane and Minor Poems noch ohne Titel erstveröffentlicht. Bei verschiedenen Nachdrucken in Magazinen und Zeitungen wurde zunächst der schlichte Titel Sonnet verwendet, bis Poe dem Text in seinem letzten Gedichtband The Raven and Other Poems seinen finalen Titel Sonnet — To Science verlieh.
Poe bedient sich der shakespeareschen Sonettform, um den Gegensatz zwischen Poesie und Naturwissenschaft zu thematisieren. Die Naturwissenschaft ist in diesem Text für ihn der die Natur entgöttlichende Geier, dessen Schwingen “dull realities” („langweilige Wirklichkeiten“) sind, während der indirekt mit Ikarus verglichene Dichter sich mit “undaunted wing” („unerschrockenem Flügel“) auf Schatzsuche in den “jewelled skies” („juwelengeschmückten Himmeln“) begibt. Diana, die Hamadryaden und die Najaden und eine Elfe “from the green grass” („vom grünen Gras“) werden als Beispiele vertriebener Gottheiten benannt, die die Natur mit Poesie ausstatteten, aber auch der “summer dream beneath the tamarind tree” („Sommertraum unter dem Tamarindenbaum“) des lyrischen Ichs.
Poes Sonett reflektiert Lamia, ein erzählendes Gedicht von John Keats aus dem Jahr 1819, in dem „alle Zauber entfliehen“ bei der Berührung durch eine „kalte Philosophie“, die den Engeln „die Flügel beschneidet“.
Poe verwendete eine Variante dieses Sonetts als Motto für seine 1841 erschienene Erzählung The Island of the Fay.
Poe stellte in späteren Dichtungen Poesie und Naturwissenschaft einander nicht mehr so unversöhnlich gegenüber wie in diesem Sonett, das dem romantischen mainstream entsprach, sondern bemühte sich um ihre Versöhnung besonders eindrucksvoll in seinem kosmologischen Essay Heureka von 1848, das er als prose-poem bezeichnete.